# Carl Sonnberg Rönbeck
Carl Sonnberg Rönbeck, född 27 september 1765 i Västra Ljungby, Kristianstads län, död 8 augusti 1841 i Norra Åsums sockens prästgård, var en svensk präst och topograf.
Rönbeck blev student vid Lunds universitet 1781, prästvigd 1789 och filosofie magister 1793 samt var i flera år domkyrkoadjunkt hos dåvarande domprosten Nils Hesslén. Han utgav 1798 disputationen De antiqua urbe Ahusia, blev samma år kyrkoherde i Ivetofta, 1806 i S:t Peters Kloster och Norra Nöbbelövs församlingar samt 1808 i Norra Åsum och Skepparslövs socken. År 1824 utnämndes han till kyrkoherde i Landskrona, men hans förra församlingar överklagade domkapitlets avslag på deras begäran att få kalla honom till fjärde provpredikant. Kungl. Maj:t ansåg att avslaget var i enlighet med lagen, men lät ändå Rönbeck stanna kvar i nämnda församlingar. Han blev 1818 teologie doktor samt var vid fem riksdagar medlem av prästeståndet.
Rönbeck bedrev omfattande forskning om Skåne, särskilt dess äldre historia och topografi. Resultatet, de s.k. Rönbeckska samlingarna, överlämnades på grund av hans testamente till Lunds universitetsbibliotek.